# Tundra di montagna Čerskij-Kolyma
L'ecoregione della tundra di montagna Čerskij-Kolyma (codice ecoregione: PA1103) copre le zone più elevate dei monti Čerskij e dei monti della Kolyma, le uniche catene montuose di una certa altezza della Russia settentrionale. Si trova nell'ecozona paleartica e nel bioma della tundra. Copre una superficie di 556700 km².

## Geografia
L'ecoregione comprende le zone al di sopra degli 800 metri di altezza dei monti Čerskij e dei monti della Kolyma, in un territorio a macchia di leopardo che si estende per 2000 km dalla Lena ad ovest all'estremità orientale dei monti della Kolyma e per circa 1000 km dal mare di Ochotsk a sud alla pianura costiera del mar Glaciale Artico a nord. Il punto più elevato è il monte Pobeda, che culmina a 3000 metri.

## Clima
La maggior parte della regione presenta un clima subartico molto freddo (Dfd secondo la classificazione dei climi di Köppen), caratterizzato da inverni lunghi e freddi ed estati brevi e fresche; le temperature non superano mai i 22 °C e soltanto in tre mesi la temperatura media supera i 10 °C. Le precipitazioni si aggirano sui 237 mm annui. Le temperature medie, nella parte centrale dell'ecoregione, variano tra i –46,8 °C di gennaio e i 10,6 °C di luglio.

## Flora e fauna
Solo le specie più resistenti possono sopravvivere tutto l'anno alle altitudini di questa ecoregione. Solo pochi boschetti di larici possono spingersi fino a 1000 metri, al di sopra dei quali, e fino a 1900 metri, vengono rimpiazzati da pini nani sub-alpini, ai quali segue una sottile fascia di tundra alpina fino a 2200 metri, al di sopra dei quali non si incontra più alcun tipo di vegetazione.
Tra i grandi mammiferi più comuni della tundra ricordiamo alci (Alces alces), orsi bruni (Ursus arctos), linci (Lynx lynx) e lupi (Canis lupus), ma sono presenti anche altre specie, come il tamia siberiano (Eutamias sibiricus), la lepre variabile (Lepus timidus), la volpe rossa (Vulpes vulpes) e la marmotta dalla testa nera (Marmota camtschatica). La lepre variabile, per esempio, è un simbolo di adattamento: la sua pelliccia cambia dal marrone in estate al bianco candido in inverno, in modo da mimetizzarsi perfettamente con la neve. Queste montagne ospitano anche diversi uccelli, come la moretta arlecchino (Histrionicus histrionicus), l'aquila reale (Aquila chrysaetos), la pernice bianca (Lagopus muta), la nocciolaia eurasiatica (Nucifraga caryocatactes) e la ghiandaia siberiana (Perisoreus infaustus). Come la lepre variabile, anche la pernice bianca cambia colore a seconda delle stagioni.

## Aree protette
C'è una sola area protetta di una certa importanza che si spinge a comprendere alcune parti dell'ecoregione, la riserva naturale di Magadan, alla sua estremità meridionale, lungo il mare di Ochotsk.